# Cavendish (Suffolk)
Cavendish és una localitat situada al comtat de Suffolk, a Anglaterra (Regne Unit), amb una població, a mitjan 2016, a l'entorn de 874 habitants. Està situada a l'est de la regió Est d'Anglaterra, al nord-est de Londres i prop de la ciutat de Ipswich –la capital del comtat– i de la costa del mar del Nord.